# Lijst van Tweede Kamerleden 1913-1917
Lijst van Tweede Kamerleden 1913-1917 geeft een overzicht van de leden van de Nederlandse Tweede Kamer in de periode tussen de algemene verkiezingen van 1913 en de algemene verkiezingen van 1917. De zittingsperiode van de Tweede Kamer ging in op 16 september 1913 en eindigde op 27 juni 1917 door ontbinding van de Tweede Kamer.
De Tweede Kamer telde 100 leden. Zij werden gekozen voor een termijn van vier jaar.
| Naam                                | partij             | district           | begindatum        | einddatum         | refs    |
| ----------------------------------- | ------------------ | ------------------ | ----------------- | ----------------- | ------- |
| Piet Aalberse                       | AB                 | Almelo             | 16 september 1913 | 21 juni 1916      | [ 2 ]   |
| Willem Albarda                      | SDAP               | Enschede           | 16 september 1913 | 27 juni 1917      | [ 3 ]   |
| Jan Ankerman                        | CHU                | Harlingen          | 16 september 1913 | 27 juni 1917      | [ 4 ]   |
| Antoine Arts                        | AB                 | Tilburg            | 16 september 1913 | 27 juni 1917      | [ 5 ]   |
| Willem de Beaufort                  | BVL                | Amersfoort         | 16 september 1913 | 27 juni 1917      | [ 6 ]   |
| Jean Beckers                        | AB                 | Sittard            | 16 september 1913 | 27 juni 1917      | [ 7 ]   |
| Isaäc van den Berch van Heemstede   | AB                 | Oosterhout         | 16 september 1913 | 1 augustus 1916   | [ 8 ]   |
| Eltjo van Beresteyn                 | VDB                | Winschoten         | 28 juni 1916      | 27 juni 1917      | [ 9 ]   |
| Jan van Best                        | AB                 | Eindhoven          | 16 september 1913 | 27 juni 1917      | [ 10 ]  |
| Egbertus Beumer                     | ARP                | Kampen             | 16 september 1913 | 27 juni 1917      | [ 11 ]  |
| Cornelis Bichon van IJsselmonde     | onafhankelijk c.h. | Ommen              | 16 september 1913 | 27 juni 1917      | [ 12 ]  |
| Willem Bogaardt                     | AB                 | Breda              | 16 september 1913 | 27 juni 1917      | [ 13 ]  |
| Walrave Boissevain                  | BVL                | Amsterdam VII      | 16 september 1913 | 27 juni 1917      | [ 14 ]  |
| Jan Bomans                          | AB                 | Haarlemmermeer     | 13 december 1916  | 27 juni 1917      | [ 15 ]  |
| Max Bongaerts                       | AB                 | Roermond           | 16 september 1913 | 1 november 1914   | [ 16 ]  |
| Max Bongaerts                       | AB                 | Roermond           | 24 november 1914  | 27 juni 1917      | [ 16 ]  |
| Dirk Bos                            | VDB                | Winschoten         | 16 september 1913 | 6 mei 1916        | [ 17 ]  |
| Anthony Brummelkamp                 | ARP                | Loosduinen         | 16 september 1913 | 27 juni 1917      | [ 18 ]  |
| Frederik van Bylandt                | CHU                | Apeldoorn          | 16 september 1913 | 27 januari 1916   | [ 19 ]  |
| Coen van Deventer                   | VDB                | Assen              | 16 september 1913 | 27 september 1915 | [ 20 ]  |
| Willem Dolk                         | LU                 | 's-Gravenhage II   | 16 september 1913 | 24 november 1916  | [ 21 ]  |
| Willem van Doorn                    | LU                 | Gouda              | 16 september 1913 | 27 juni 1917      | [ 22 ]  |
| Hendrik Dresselhuijs                | BVL                | Tiel               | 14 december 1916  | 27 juni 1917      | [ 23 ]  |
| Frans Drion                         | BVL                | Ridderkerk         | 16 september 1913 | 27 juni 1917      | [ 24 ]  |
| Jan Duijs                           | SDAP               | Zaandam            | 16 september 1913 | 27 juni 1917      | [ 25 ]  |
| Lodewijk Duymaer van Twist          | ARP                | Steenwijk          | 16 september 1913 | 27 juni 1917      | [ 26 ]  |
| Theodorus Duynstee                  | AB                 | Druten             | 16 september 1913 | 21 juni 1916      | [ 27 ]  |
| Theodorus Duynstee                  | AB                 | Druten             | 27 juli 1916      | 27 juni 1917      | [ 27 ]  |
| Bernardus Eerdmans                  | LU                 | Rotterdam III      | 17 maart 1914     | 27 juni 1917      | [ 28 ]  |
| Kornelis Eland                      | LU                 | Arnhem             | 16 september 1913 | 27 juni 1917      | [ 29 ]  |
| Arnold Engels                       | AB                 | Almelo             | 20 september 1916 | 27 juni 1917      | [ 30 ]  |
| Albertus Fleskens                   | AB                 | Helmond            | 16 september 1913 | 27 juni 1917      | [ 31 ]  |
| Dirk Fock                           | LU                 | Haarlem            | 16 september 1913 | 27 juni 1917      | [ 32 ]  |
| Pieter van Foreest                  | BVL                | Alkmaar            | 16 september 1913 | 27 juni 1917      | [ 33 ]  |
| Petrus Fruytier                     | AB                 | Hontenisse         | 16 september 1913 | 27 juni 1917      | [ 34 ]  |
| Dirk de Geer                        | CHU                | Schiedam           | 16 september 1913 | 27 juni 1917      | [ 35 ]  |
| Adriaan Gerhard                     | SDAP               | Amsterdam II       | 16 september 1913 | 27 juni 1917      | [ 36 ]  |
| Bartholomeus Gerretson              | CHU                | Rotterdam I        | 16 september 1913 | 27 juni 1917      | [ 37 ]  |
| Hendrik Goeman Borgesius            | LU                 | Emmen              | 16 september 1913 | 18 januari 1917   | [ 38 ]  |
| Henri van Groenendael               | AB                 | Weert              | 12 mei 1916       | 27 juni 1917      | [ 39 ]  |
| Gerard van Hamel                    | LU                 | Amsterdam IV       | 16 september 1913 | 1 maart 1917      | [ 40 ]  |
| Joost van Hamel                     | LU                 | Amsterdam IV       | 25 april 1917     | 27 juni 1917      | [ 41 ]  |
| Jan Heeres                          | LU                 | Leiden             | 16 september 1913 | 27 juni 1917      | [ 42 ]  |
| Willem Helsdingen                   | SDAP               | Franeker           | 16 september 1913 | 27 juni 1917      | [ 43 ]  |
| Henri Hubrecht                      | LU                 | Amsterdam I        | 16 september 1913 | 27 juni 1917      | [ 44 ]  |
| Frederik Hugenholtz                 | SDAP               | Weststellingwerf   | 16 september 1913 | 30 december 1915  | [ 45 ]  |
| Frederik Hugenholtz                 | SDAP               | Weststellingwerf   | 25 januari 1916   | 27 juni 1917      | [ 45 ]  |
| Johan van Idsinga                   | CHU                | Bodegraven         | 16 september 1913 | 27 juni 1917      | [ 46 ]  |
| Gerrit Jannink                      | LU                 | Lochem             | 16 september 1913 | 27 juni 1917      | [ 47 ]  |
| Joannes Jansen                      | LU                 | 's-Gravenhage III  | 16 september 1913 | 27 juni 1917      | [ 48 ]  |
| Frans Janssen                       | AB                 | Maastricht         | 16 september 1913 | 27 juni 1917      | [ 49 ]  |
| Willem de Jong                      | LU                 | Hoorn              | 16 september 1913 | 27 juni 1917      | [ 50 ]  |
| Wilhelmus Juten                     | AB                 | Bergen op Zoom     | 16 september 1913 | 27 juni 1917      | [ 51 ]  |
| Pieter de Kanter                    | LU                 | Dordrecht          | 24 oktober 1916   | 27 juni 1917      | [ 52 ]  |
| Theo Ketelaar                       | VDB                | Amsterdam V        | 16 september 1913 | 27 juni 1917      | [ 53 ]  |
| Asser Kleerekoper                   | SDAP               | Amsterdam VIII     | 16 september 1913 | 27 juni 1917      | [ 54 ]  |
| Fridolin Knobel                     | BVL                | Zwolle             | 16 september 1913 | 27 juni 1917      | [ 55 ]  |
| Maximilien Kolkman                  | AB                 | Nijmegen           | 25 januari 1916   | 27 juni 1917      | [ 56 ]  |
| Dionysius Koolen                    | AB                 | Grave              | 16 september 1913 | 27 juni 1917      | [ 57 ]  |
| Willem Koster                       | VDB                | Assen              | 9 november 1915   | 27 juni 1917      | [ 58 ]  |
| Jan ter Laan                        | SDAP               | Rotterdam V        | 16 september 1913 | 27 juni 1917      | [ 59 ]  |
| Kornelis ter Laan                   | SDAP               | 's-Gravenhage I    | 16 september 1913 | 27 juni 1917      | [ 60 ]  |
| Johan Lasonder                      | LU                 | Rotterdam III      | 16 september 1913 | 9 december 1913   | [ 61 ]  |
| Jan van Leeuwen                     | SDAP               | Utrecht II         | 16 september 1913 | 27 juni 1917      | [ 62 ]  |
| Franciscus Lieftinck                | LU                 | Zutphen            | 16 september 1913 | 27 juni 1917      | [ 63 ]  |
| Joseph Limburg                      | VDB                | Groningen          | 16 september 1913 | 27 juni 1917      | [ 64 ]  |
| Jan Loeff                           | AB                 | Waalwijk           | 16 september 1913 | 27 juni 1917      | [ 65 ]  |
| Henri Marchant                      | VDB                | Deventer           | 16 september 1913 | 27 juni 1917      | [ 66 ]  |
| Theo de Meester                     | LU                 | Den Helder         | 16 september 1913 | 30 maart 1917     | [ 67 ]  |
| Maup Mendels                        | SDAP               | Schoterland        | 16 september 1913 | 27 juni 1917      | [ 68 ]  |
| Jan van der Molen                   | ARP                | Sliedrecht         | 16 september 1913 | 27 juni 1917      | [ 69 ]  |
| Frederik de Monté verLoren          | ARP                | Breukelen          | 16 september 1913 | 27 juni 1917      | [ 70 ]  |
| Robert de Muralt                    | LU                 | Oostburg           | 16 september 1913 | 27 juni 1917      | [ 71 ]  |
| Boudewijn Nierstrasz                | BVL                | Amsterdam VI       | 16 september 1913 | 27 juni 1917      | [ 72 ]  |
| Joseph van Nispen tot Sevenaer      | AB                 | Rheden             | 16 september 1913 | 10 januari 1917   | [ 73 ]  |
| Octaaf van Nispen tot Sevenaer      | AB                 | Nijmegen           | 16 september 1913 | 29 november 1915  | [ 74 ]  |
| Wiel Nolens                         | AB                 | Venlo              | 3 oktober 1913    | 27 juni 1917      | [ 75 ]  |
| Nicolaas Oosterbaan                 | ARP                | Enkhuizen          | 16 september 1913 | 27 juni 1917      | [ 76 ]  |
| Pieter Otto                         | LU                 | Amsterdam III      | 29 november 1913  | 27 juni 1917      | [ 77 ]  |
| Rudolf Patijn                       | LU                 | Zierikzee          | 16 september 1913 | 27 juni 1917      | [ 78 ]  |
| Henri Polak                         | SDAP               | Amsterdam III      | 16 september 1913 | 4 november 1913   | [ 79 ]  |
| Eduard van Raalte                   | LU                 | Middelburg         | 16 september 1913 | 27 juni 1917      | [ 80 ]  |
| Augustinus van Rijckevorsel         | AB                 | Oosterhout         | 28 september 1916 | 27 juni 1917      | [ 81 ]  |
| Pieter Rink                         | LU                 | Hoogezand          | 16 september 1913 | 27 juni 1917      | [ 82 ]  |
| Leendert Roodenburg                 | VDB                | Beverwijk          | 16 september 1913 | 27 juni 1917      | [ 83 ]  |
| Antonie Roodhuyzen                  | LU                 | Brielle            | 16 september 1913 | 27 juni 1917      | [ 84 ]  |
| Charles Ruijs de Beerenbrouck       | AB                 | Gulpen             | 16 september 1913 | 27 juni 1917      | [ 85 ]  |
| Victor Rutgers                      | ARP                | Hilversum          | 16 september 1913 | 27 juni 1917      | [ 86 ]  |
| Goswijn Sannes                      | SDAP               | Veendam            | 16 september 1913 | 27 juni 1917      | [ 87 ]  |
| Alexander van Sasse van Ysselt      | AB                 | 's-Hertogenbosch   | 16 september 1913 | 27 juni 1917      | [ 88 ]  |
| Alexander de Savornin Lohman        | CHU                | Goes               | 16 september 1913 | 27 juni 1917      | [ 89 ]  |
| Joop van Schaik                     | AB                 | Rheden             | 20 februari 1917  | 27 juni 1917      | [ 90 ]  |
| Jan Schaper                         | SDAP               | Appingedam         | 16 september 1913 | 27 juni 1917      | [ 91 ]  |
| Jan Scheurer                        | ARP                | Sneek              | 16 september 1913 | 27 juni 1917      | [ 92 ]  |
| Manta Schim van der Loeff           | LU                 | Dordrecht          | 16 september 1913 | 21 september 1916 | [ 93 ]  |
| Gerrit Schimmelpenninck             | CHU                | Ede                | 16 september 1913 | 27 juni 1917      | [ 94 ]  |
| Johannes Sibinga Mulder             | LU                 | Emmen              | 13 maart 1917     | 27 juni 1917      | [ 95 ]  |
| Harm Smeenge                        | LU                 | Meppel             | 16 september 1913 | 27 juni 1917      | [ 96 ]  |
| Reinhardt Snoeck Henkemans          | CHU                | Apeldoorn          | 14 maart 1916     | 27 juni 1917      | [ 97 ]  |
| Hendrik Spiekman                    | SDAP               | Rotterdam II       | 16 september 1913 | 27 juni 1917      | [ 98 ]  |
| Johan ter Spill                     | BVL                | Utrecht I          | 16 september 1913 | 27 juni 1917      | [ 99 ]  |
| Victor de Stuers                    | AB                 | Weert              | 16 september 1913 | 21 maart 1916     | [ 100 ] |
| Edsge Teenstra                      | VDB                | Zuidhorn           | 16 september 1913 | 27 juni 1917      | [ 101 ] |
| Jan van den Tempel                  | SDAP               | Amsterdam IX       | 10 november 1915  | 27 juni 1917      | [ 102 ] |
| Pieter Jelles Troelstra             | SDAP               | Leeuwarden         | 16 september 1913 | 27 juni 1917      | [ 103 ] |
| Meinard Tydeman                     | BVL                | Tiel               | 16 september 1913 | 4 november 1916   | [ 104 ] |
| Rienk van Veen                      | CHU                | Dokkum             | 16 september 1913 | 27 juni 1917      | [ 105 ] |
| Henri van de Velde                  | ARP                | Delft              | 16 september 1913 | 27 juni 1917      | [ 106 ] |
| Johannes de Visser                  | CHU                | Katwijk            | 24 juni 1914      | 27 juni 1917      | [ 107 ] |
| Alibert Visser van IJzendoorn       | BVL                | Gorinchem          | 16 september 1913 | 27 juni 1917      | [ 108 ] |
| Willem Vliegen                      | SDAP               | Amsterdam IX       | 16 september 1913 | 1 oktober 1915    | [ 109 ] |
| Pieter van Vliet                    | ARP                | Doetinchem         | 16 september 1913 | 27 juni 1917      | [ 110 ] |
| Bernardus van Vlijmen               | AB                 | Veghel             | 16 september 1913 | 27 juni 1917      | [ 111 ] |
| Joost van Vollenhoven               | BVL                | Rotterdam IV       | 16 september 1913 | 27 juni 1917      | [ 112 ] |
| Coenraad van der Voort van Zijp     | ARP                | Tietjerksteradeel  | 16 september 1913 | 27 juni 1917      | [ 113 ] |
| Adrianus van Vuuren                 | AB                 | Zevenbergen        | 16 september 1913 | 27 juni 1917      | [ 114 ] |
| Otto van Wassenaer van Catwijck     | CHU                | Katwijk            | 16 september 1913 | 16 mei 1914       | [ 115 ] |
| Franciscus van Wichen               | AB                 | Haarlemmermeer     | 16 september 1913 | 4 november 1916   | [ 116 ] |
| Jean de Wijkerslooth de Weerdesteyn | AB                 | Wijk bij Duurstede | 16 september 1913 | 27 juni 1917      | [ 117 ] |
| Antoine van Wijnbergen              | AB                 | Elst               | 16 september 1913 | 25 februari 1917  | [ 118 ] |
| Antoine van Wijnbergen              | AB                 | Elst               | 20 maart 1917     | 27 juni 1917      | [ 118 ] |
| Jan IJzerman                        | LU                 | 's-Gravenhage II   | 12 januari 1917   | 27 juni 1917      | [ 119 ] |

1815-1818 ·
1818-1821 ·
1821-1824 ·
1824-1827 ·
1827-1830 ·
1830-1833 ·
1833-1836 ·
1836-1839 ·
1839-1842 ·
1842-1845 ·
1845-1848 ·
1848-1849 ·
1849-1850 ·
1850-1852 ·
1852-1853 ·
1853-1854 ·
1854-1856 ·
1856-1858 ·
1858-1860 ·
1860-1862 ·
1862-1864 ·
1864-1866 ·
1866 (sep) ·
1866-1868 ·
1868-1869 ·
1869-1871 ·
1871-1873 ·
1873-1875 ·
1875-1877 ·
1877-1879 ·
1879-1881 ·
1881-1883 ·
1883-1884 ·
1884-1886 ·
1886-1887 ·
1887-1888 ·
1888-1891 ·
1891-1894 ·
1894-1897 ·
1897-1901 ·
1901-1905 ·
1905-1909 ·
1909-1913 ·
1913-1917 ·
1917-1918 ·
1918-1922 ·
1922-1925 ·
1925-1929 ·
1929-1933 ·
1933-1937 ·
1937-1946 ·
1946-1948 ·
1948-1952 ·
1952-1956 ·
1956-1959 ·
1959-1963 ·
1963-1967 ·
1967-1971 ·
1971-1972 ·
1972-1977 ·
1977-1981 ·
1981-1982 ·
1982-1986 ·
1986-1989 ·
1989-1994 ·
1994-1998 ·
1998-2002 ·
2002-2003 ·
2003-2006 ·
2006-2010 ·
2010-2012 ·
2012-2017 ·
2017-2021 ·
2021-2023 ·
2023-heden
Overzicht historische zetelverdeling